# Giorgio Cagnotto
Franco Giorgio Cagnotto, conosciuto come Giorgio Cagnotto (Torino, 2 giugno 1947), è un ex tuffatore e allenatore di tuffi italiano, dal 2000 tecnico federale della nazionale italiana.

## Biografia
Dopo Klaus Dibiasi è stato il miglior atleta italiano di tutti i tempi in campo maschile in questa specialità. Nella sua lunga carriera, iniziata a livello professionale nel 1964 e conclusasi nel 1981, Giorgio Cagnotto ha ottenuto successi ai massimi livelli internazionali e degne di nota furono le medaglie olimpiche vinte ai giochi del 1972, del 1976 e del 1980, quando conquistò due argenti e un bronzo nei tuffi dai 3 metri e un bronzo in quelli dalla piattaforma da 10 metri. Nel 1991 è stato inserito nella International Swimming Hall of Fame, la Hall of Fame mondiale degli sport acquatici.
Ha prestato il servizio di leva come vigile del fuoco presso il Comando di Torino e dopo il servizio militare ha continuato per un po' di tempo a fare il vigile del fuoco volontario discontinuo, ha fatto parte anche Gruppo Sportivo Fiamme Rosse come tuffatore. 
Dal 2000 è divenuto commissario tecnico della nazionale italiana di tuffi. Sotto la sua guida hanno conquistato medaglie ai mondiali di nuoto la figlia Tania Cagnotto, Cristopher Sacchin, Francesca Dallapé e Maicol Verzotto..

## Vita privata
Vive a Bolzano con la moglie Carmen Casteiner, anch'essa campionessa italiana di tuffi negli anni '70. Tania Cagnotto è la loro unica figlia.

## Principali risultati

### Agli Europei
- Medaglia di bronzo nel 1966 e nel 1970.
- Medaglia d'oro nel 1970.
- Medaglia d'argento nel 1974 e nel 1977.

### Alle Olimpiadi
- Medaglia d'argento nel 1972 e nel 1976.
- Medaglia di bronzo nel 1972 e nel 1980.

### Ai Mondiali
- Medaglia di bronzo nel 1978.

### Ai Giochi del Mediterraneo
- Medaglia d'oro nel 1971 dal trampolino.
- Medaglia d'oro nel 1971 dalla piattaforma.
- Medaglia d'oro nel 1975 dal trampolino.
- Medaglia d'oro nel 1979 dal trampolino.

## Riconoscimenti
- Medaglia d'Oro al Valore Atletico nel 1984[5]